# Erste Wiener Kochkunstausstellung 1884
Die Erste Wiener Kochkunstausstellung fand von 5. Jänner bis 10. Jänner 1884 in den Sälen der k.k. Gartenbaugesellschaft in Wien statt. 

Eduard Sacher war treibende Kraft für das Zustandekommen der Ausstellung und wurde deren Präsident.

Waren Ausstellungen dieser Art in anderen europäischen Städten bereits mit großem Erfolg durchgeführt worden, so engagierte sich ein Kreis um Eduard Sacher und die Genossenschaft der Gastwirte nun auch in Wien um die Ausrichtung einer solchen Unternehmung. Mit mächtiger Unterstützung zahlreicher Industrieller, der Behörden und der Presse konnte mit dieser ersten Kochkunstausstellung, deren Erlöse karitativen Zwecken gewidmet waren, ein Erfolg verbucht werden. Es war dies ein erstes zahlreiches Zusammentreffen von verschiedenen Vertretern der kulinarischen Wiener Zünfte, auf dessen Erbe unsere international geachtete, traditionelle Wiener Küche aufgebaut ist. 

## Ausstellungsprofil
Zwei Stockwerke der Gartenbaugesellschaft wurden für die Schau eingenommen. Herzstück war die Hauptabteilung mit etwa 30 Wiener Hoteliers und Restaurants als Aussteller, die eine Schau von fertig zubereiteten Speisen der Gourmetküche vorführten. Hier wurde auch ein prunkvoll gedeckter Festtisch arrangiert, auf dem die Speisen ausgestellt wurden. In einem Anbau an den Mittelsaal im Erdgeschoß wurde von den Wiener Eiswerken eine spektakuläre Eisgrotte errichtet, die gleichzeitig rohe Fleisch- und Fischwaren frisch halten sollte. In einem Wintergarten wurde ein Walddickicht aufgebaut, in der Wildfleisch, sowie Molkerei- und Käsereiprodukte in Szene gesetzt wurden. Weiters wurde ein Wasserbecken installiert, in denen Fische aus alpinen Gewässern schwammen.
Generell umfasste diese Schau kulinarische Köstlichkeiten aller Art, wie Fleisch, Pasteten Geflügel, Wildbret, Konserven, Fische, Obst, Gemüse, Gewürze, Produkte von Zuckerbäckern und Konditorwaren, Getreidearten, Öle und Essig. Die gediegenen Speisen in den restlichen Abteilungen waren zumeist fertig gekocht, im kalten Zustand, repräsentativ vorgeführt. Weiters waren Tischwäsche aus Damast und Leinen, Tafelservice, Dekogegenstände aus Metall, Porzellan oder Glas, Küchengeräte und Kochherde Teil der Schau. Darüber hinaus gab es eine eigene Abteilung für die Getränke. Aussteller waren in- und ausländische Hoteliers, Restaurants, Herrschaftsköche oder Private. Der Verkauf von Lebensmitteln oder fertigen Gerichten war in den Ausstellungssälen nicht gestattet, jedoch wurde eine Kosthalle im Parterre für Verköstigungen aufgebaut.
Im Glashaus befanden sich Aussteller mit Weine, Biere, Liköre und Mineralwasser. Hier gesellten sich zahlreiche niederösterreichische und Tiroler Weinproduzenten, unter den Bierproduzenten waren etwa die Unternehmen Liesinger und Klein-Schwechater zu finden.
Die Aussteller bemühten sich um ein kunstvolles Arrangement ihrer Gerichte oder Produkte und führten dem Publikum ihre Arbeiten wie Kunstwerke vor. Der Zuckerbäcker Henri Lombard stellte etwa sein aus Zuckerglace gefertigtes Modell des Neuen Rathaus aus. Weitere Firmen der Zuckerbäckerzunft erzeugten Staunen mit ihren Kunstwerken aus Backwaren, wie Victor Schmidt & Söhne, Küfferle & Comp., Charles Cabos, A. Schmidt oder Christian Petersen. Die Wiener Bäcker-Genossenschaft organisierte eine Collektivausstellung der Genossenschaft der Wiener Bäcker glänzte durch die Vielfalt ihrer Produkte. Hier konnte man auch historisches Wiener Gebäck aus dem 15. bis 18. Jahrhundert bestaunen. Der Bäcker Anton Mayer protzte mit seinen Riesen-Gugelhupf, Ignaz Kantor zeigte seine Eierstriezeln und Früchtebrot. Diesem Wiener Industriezweig war es in den Jahren davor gelungen, nicht nur die massenhaft importierten Zuckerbäckerwaren zurückzudrängen, sondern auch das Wiener Produkt erfolgreich im Ausland zu positionieren und zu exportieren. 
Erwähnenswert ist die Tatsache, dass die von den Ausstellern auf den Tellern kunstvoll arrangierten Speisen sowie die Konditorwaren mit ihren Torten-Architekturen und den reichen Verzierungen in den historischen Medien als „alte wienerische Gaumenfreuden“ bezeichnet und als „antiquiert“ bewertet wurden. Einer modischen Trendwelle entsprach es, die damals aufgekommenen Tischdekorationen aus Porzellan oder Glas als Tischschmuck sprechen zu lassen. Die Präsentation der Gerichte spielte eine untergeordnete Rolle.
Wie auf Ausstellungen in dieser Zeit üblich, wurden für besondere Leistungen Ehrendiplome und Medaillen ausgegeben. Das Ausstellungsende wurde abgerundet durch eine Verlosung von gespendeten Ausstellungsgegenständen. Weiters wurden die ausgestellten Gerichte den bedürftigen Insassen des Versorgungshauses in Wien zur Verfügung gestellt. Der Reingewinn der Unternehmung wurde humanitären Zwecken gewidmet und unter Vereinen verteilt, wie der Wiener Freiwilligen Rettungsgesellschaft oder dem Club der vereinigten Köche.

## Auszeichnungen

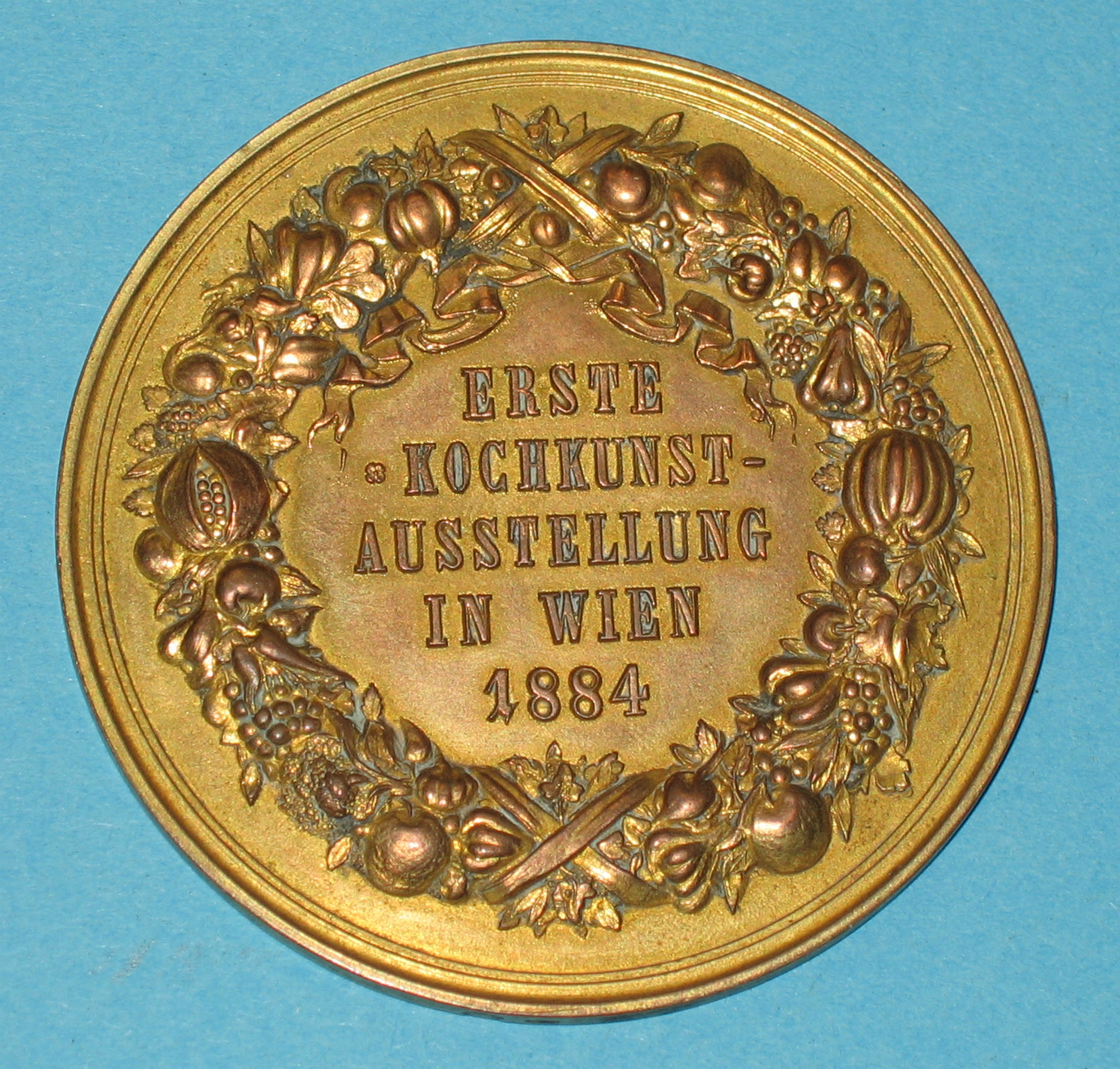
Stollwerck-Goldmedaille Wien 1884

Die „K.u.K. Hofchocoladenfabrik Gebr. Stollwerck“ wurde für die herausragenden Produktpräsentationen von Ludwig Stollwerck mit einer Goldmedaille ausgezeichnet.

## Fazit dieser Ausstellung
Die Öffnungszeiten waren von vier Uhr nachmittags bis Mitternacht, was auch wesentlich für das überraschende Interesse beitrug, und viele Touristen nach Wien lockte. Der Besucherandrang war so gewaltig und es kam zu tumultartigen Szenen, da das Verlassen der Ausstellung nur durch den Gang möglich war, wo auch die Kassa stand. Polizeipräsident von Jaden erschien am Morgen des vorletzten Ausstellungstages und erteilte neue organisatorische Anordnungen über die Besucherabfertigung. Die Besucher mussten teilweise stundenlange Wartezeiten bei ungünstigen Wetterverhältnissen vor der Eingangstür in Kauf nehmen, da sich nur mehr eine beschränkte Personenzahl im Haus aufhalten durfte. Der Polizeipräsident stellte den Garderobenzwang ab, weiters ließ er in den Räumlichkeiten weitere Türen und Treppen öffnen, die den Besucherstrom zwischen den Stockwerken und vor allem das Verlassen des Gebäudes erleichtern sollten. Diese Ereignisse bewirkten, dass der Garderobenzwang auch für zukünftige Ausstellungen abgeschafft wurde.
Trotz des immensen Erfolges dieser Ausstellung sollte es 14 Jahre dauern, bis in Wien neuerlich eine Kochkunstausstellung ausgerichtet wurde.